# Historia de la organización territorial de España
La historia de la organización territorial de España, en sentido moderno, es un proceso iniciado en el siglo XVI con la unión dinástica de la Corona de Aragón y la Corona de Castilla, la conquista del Reino de Granada y posteriormente el Reino de Navarra. No obstante, es relevante aclarar el origen del topónimo España, así como cuáles fueron las divisiones territoriales que existieron anteriormente en el actual territorio español.

## Definición de España
El nombre de España deriva de Hispania, nombre con el que los romanos designaban geográficamente al conjunto de la península ibérica, término alternativo al nombre Iberia, preferido por los autores griegos para referirse al mismo espacio. Este nombre se conservó tras la caída del Imperio Romano como designación de la península bajo los godos y entre el mundo cristiano grecolatino. Tras la conquista árabe, la parte de la península controlada por estos se llamó, durante siglos, Al Ándalus o alternativamente Spania, aunque el proceso de Reconquista terminó eliminando estos nombres.
La unificación de los diversos reinos de esa región geográfica llevó a una correspondencia entre esa región y un solo estado durante el breve periodo de unión de España y Portugal, terminado en 1640. Desde entonces se usa de forma explícita España para referirse al actual país de ese nombre mientras que se prefiere Iberia para englobar a este y Portugal.
En el presente artículo se hablará de la organización territorial de España a lo largo de la historia, si bien se incluirá la organización de otras zonas peninsulares o limítrofes cuando imponer las fronteras actuales resulte anacrónico.

## Etapa prerromana
La península ibérica fue ocupada, en origen, por pueblos de distintas procedencias (indoeuropeos, ibéricos o de etnogenia desconocida como cántabros, várdulos y vascones). Estos pueblos no realizaron ninguna división administrativa, organizándose como ciudades o tribus independientes entre sí.
De forma posterior, algunos historiadores han tratado de crear familias de tribus que comparten unas mismas características culturales, particularmente distinguiendo entre íberos del Levante y Sur peninsular, celtas en la meseta y vascones y cántabros en el norte. Los límites entre unas zonas y otras son motivos de discusión, sin acuerdo con incluir o no a pueblos como los lusitanos entre los celtas o como pueblos per se. Dichas clasificaciones no implican que existiera organización administrativa común entre dichas tribus.
| Pueblos prerromanos y su afiliación lingüística antes de la conquista | Pueblos prerromanos y su afiliación lingüística antes de la conquista |
| --- | --- |
| | C1: Galaicos / C2b: Brácaros C3: Cántabros / C4: Astures / C5: Vacceos / C6: Turmogos / C7: Autrigones-Caristios / C8: Várdulos / C9: Berones C10: Pelendones / C11: Belos / C12: Lusones / C13: Titos / C14: Olcades / C15: Arévacos C16: Carpetanos / C17: Vetones / C18-C19: Célticos / C20: Conios / L1: Lusitanos |
| A1: Aquitanos / A2: Vascones I1: Ceretanos / I2: Ilergetes / I3: Lacetanos / I4: Indigetes / I5: Layetanos / I6: Ilercavones / I7: Sedetanos / I8: Edetanos / I9: Contestanos / I10: Oretanos / I11: Bastetanos / I12: Turdetanos | |
| G1: Griegos / P1: Fenicios/Cartagineses / B1: Bereberes | |

## División romana

División provincial entre el 27 a. C. y el 298. Hispania queda dividida en tres provincias: Tarraconensis, Baetica y Lusitania

Los romanos realizaron diversas divisiones de la península a lo largo de la historia de su Imperio:
- División de 197 a. C. (sus límites no eran precisos, ya que solo el litoral estaba dominado):
  - Hispania Citerior: Valle del Ebro y litoral mediterráneo.
  - Hispania Ulterior: Valle del Guadalquivir.

- División en el Alto Imperio romano en tres provincias divididas en conventos jurídicos:
  - Hispania Ulterior Bética
  - Hispania Ulterior Lusitania
  - Hispania Citerior Tarraconensis

- Diócesis Hispaniarum (siglo III) dividida en seis (más tarde siete) provincias (una de ellas en el norte de África):
  - Tarraconense
  - Carthaginense
  - Baetica
  - Lusitania
  - Gallaecia
  - Balearica: esta división apareció a mediados del siglo IV, bajo el reinado de Constancio I y Constantino II
  - Mauretania Tingitana.

Primera división de Hispania en dos provincias: Citerior y Ulterior
División realizada durante la dominación romana en conventus, antepasado de los actuales partidos judiciales
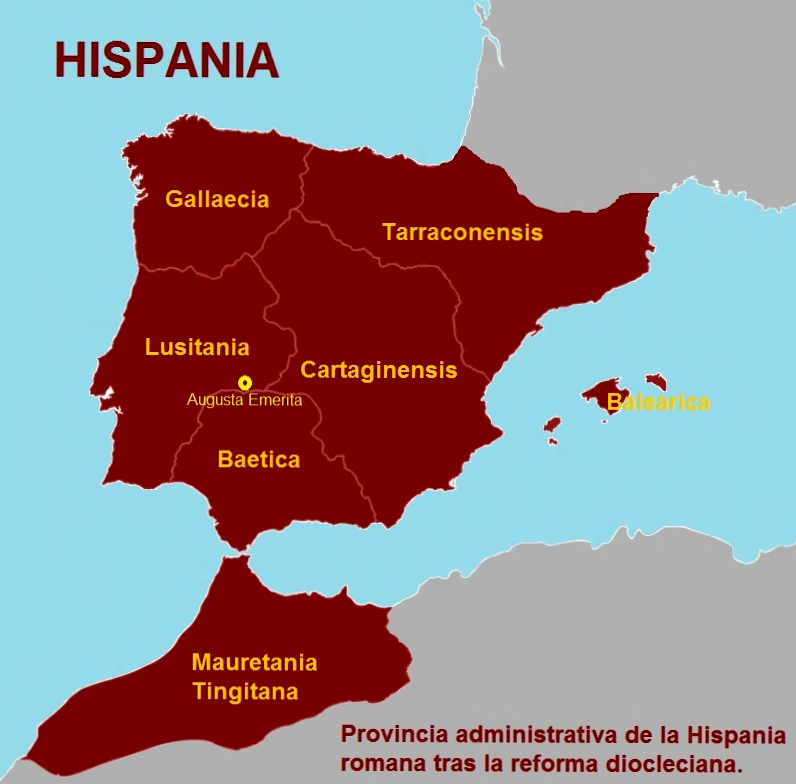
División provincial de Diocleciano en 298

## Reinos bárbaros y musulmanes

División territorial visigoda

Con la caída del Imperio romano, los suevos, visigodos y otros pueblos ocuparon la mayor parte de la península. Finalmente, los visigodos obtuvieron el control de toda la península en el siglo VI tras conquistar el reino suevo. Mantuvieron la división administrativa provincial romana (bajo el nombre de «ducados») e incluso crearon nuevos ducados, como el de Asturias y Cantabria, y la provincia de Celtiberia y Carpetania.
A partir del 711, los musulmanes conquistaron la península y siguieron controlando una parte de ella hasta 1492, año en que se produjo la Toma de Granada. El reino musulmán se dividía en coras o kuras, todas las cuales dependían de alguna ciudad. Más tarde, según iba decayendo el poder musulmán, las coras se independizaron, creándose pequeños estados con su propio rey, los llamados reinos de taifas.

## Reconquista
Con la Reconquista se crearon varios reinos: el Reino de Asturias (718), que reclamó la legitimidad visigoda y que pasa a denominarse Reino de León en 925, del cual se independiza el Reino de Castilla en 1065 y el Reino de Portugal en 1139. También se creó el Reino de Galicia en el año 910, independiente intermitentemente del Reino de León aunque subordinado a él (910-914, 926-929, 981-984, 1065-1073).
Con los Reyes Católicos, cada uno de estos reinos mantuvo sus divisiones administrativas propias: en Castilla, las provincias, y en la Corona de Aragón: distritos en Aragón, veguerías en Cataluña y Mallorca, y en Valencia había cuatro gobernaciones y once distritos.

## SigloXVI

### Corona de Castilla

Provincias de la Corona de Castilla en 1590.

El territorio de la Corona de Castilla estaba distribuido entre las 18 ciudades con derecho a voto en Cortes y a su vez subdividido en partidos, que en el censo de 1591-1594 no se denomina de ese modo, recibiendo en algunos casos también el nombre de provincia. Estas circunscripciones creadas a finales del siglo XVI, que reciben en ocasiones la denominación de provincias carecían de cualquier valor jurídico o administrativo y tenían un carácter meramente fiscal, por lo que se debe evitar confundir este concepto de provincia con el actual, y no constituían en absoluto una división administrativa.  La única verdadera división administrativa existente en aquel tiempo era la villa y el municipio. El término provincia en la península ibérica era  polisémico y divergente en esta época, hasta la creación de las provincias actuales en el siglo XIX, donde se acotó el término, colocándose en un punto intermedio entre comarca y región. Asimismo, también existían en la Corona de Castilla del siglo XVI otras estructuras, como los corregimientos, alcaldías mayores, diócesis, hermandades o señoríos. Existirían por ejemplo el ducado de Medina Sidonia, los corregimientos de Rioja, de Granada o de Vizcaya  o las hermandades de Asturias o Álava. Había por tanto una división territorial caótica y atomizada, propia del antiguo régimen. Las provincias eran las siguientes : 
- Burgos, con Trasmiera, capital: Laredo y Tierras del Condestable, capital: Villalpando.
- Soria.
- Valladolid, con Tierras del conde de Benavente, capital: Benavente.
- León, con Principado de Asturias de Oviedo, capital: Oviedo y Ponferrada.
- Zamora, con el Obispado de Lugo, La Coruña y Betanzos, Orense, Mondoñedo, Santiago de Compostela y Tuy.
- Toro, con el Partido de Palencia, el Partido de Carrión y el Partido de Reinosa.
- Salamanca, con Trujillo y la provincia de León de la Orden de Santiago, capital: Llerena.
- Ávila.
- Segovia.
- Guadalajara.
- Madrid.
- Reino de Toledo, con Campo de Calatrava, capital: Almagro; Mesa Arzobispal de Toledo, capital: Talavera, Castilla de la Orden de Santiago, capital: Ocaña; Alfoz de Alcaraz, capital: Alcaraz; Castilla del Campo de Montiel, capital: Infantes y Ciudad Real.
- Cuenca, con Huete.
- Reino de Murcia;
- Reino de Sevilla;
- Reino de Córdoba;
- Reino de Jaén, con Calatrava del Andalucía, capital: Martos;
- Reino de Granada.División territorial de la península ibérica durante el Antiguo Régimen.

División territorial de la península ibérica durante el Antiguo Régimen.

A lo largo del siglo XVII se crean tres nuevas provincias al comprar su derecho a poder votar en Cortes.
- Reino de Galicia, con Santiago de Compostela, La Coruña, Lugo, Orense, Tuy, Mondoñedo y Betanzos;
- Extremadura, con voto en Cortes por parte de las ciudades de Badajoz, Cáceres, Plasencia, Trujillo, Mérida y Alcántara.
- Palencia.

A finales de siglo se consideró que la provincia de Toledo tenía una extensión demasiado grande, por lo que desgajó la parte meridional para crear la nueva provincia de La Mancha, con capital en Ciudad Real. Al contrario que las otras provincias, La Mancha no tenía voto en Cortes.

### Corona de Aragón
- Reino de Aragón;
- Reino de Valencia, con dos gobernaciones con capitales en Valencia y Orihuela, y dos subgobernaciones con capitales en Castellón y Játiva.
- Reino de Mallorca.
- Principado de Cataluña, con doce veguerias con capitales en Tortosa, Tarragona, Montblanch, Barcelona, Vich, Manresa, Villafranca del Panadés, Gerona, Camprodón, Lérida, Tárrega y Cervera.

### Reino de Navarra
A finales de siglo XVII España contaba con 31 provincias:
- Las 18 provincias castellanas originales.
- Las 4 nuevas provincias creadas a lo largo del siglo XVII.
- Los 4 reinos de la Corona de Aragón.
- Navarra.
- El Señorío de Vizcaya.
- La provincia de Guipúzcoa.
- La provincia de Álava.
- La Capitanía General de las Islas Canarias se consideraba como parte del territorio peninsular.

## Intendencias de 1720

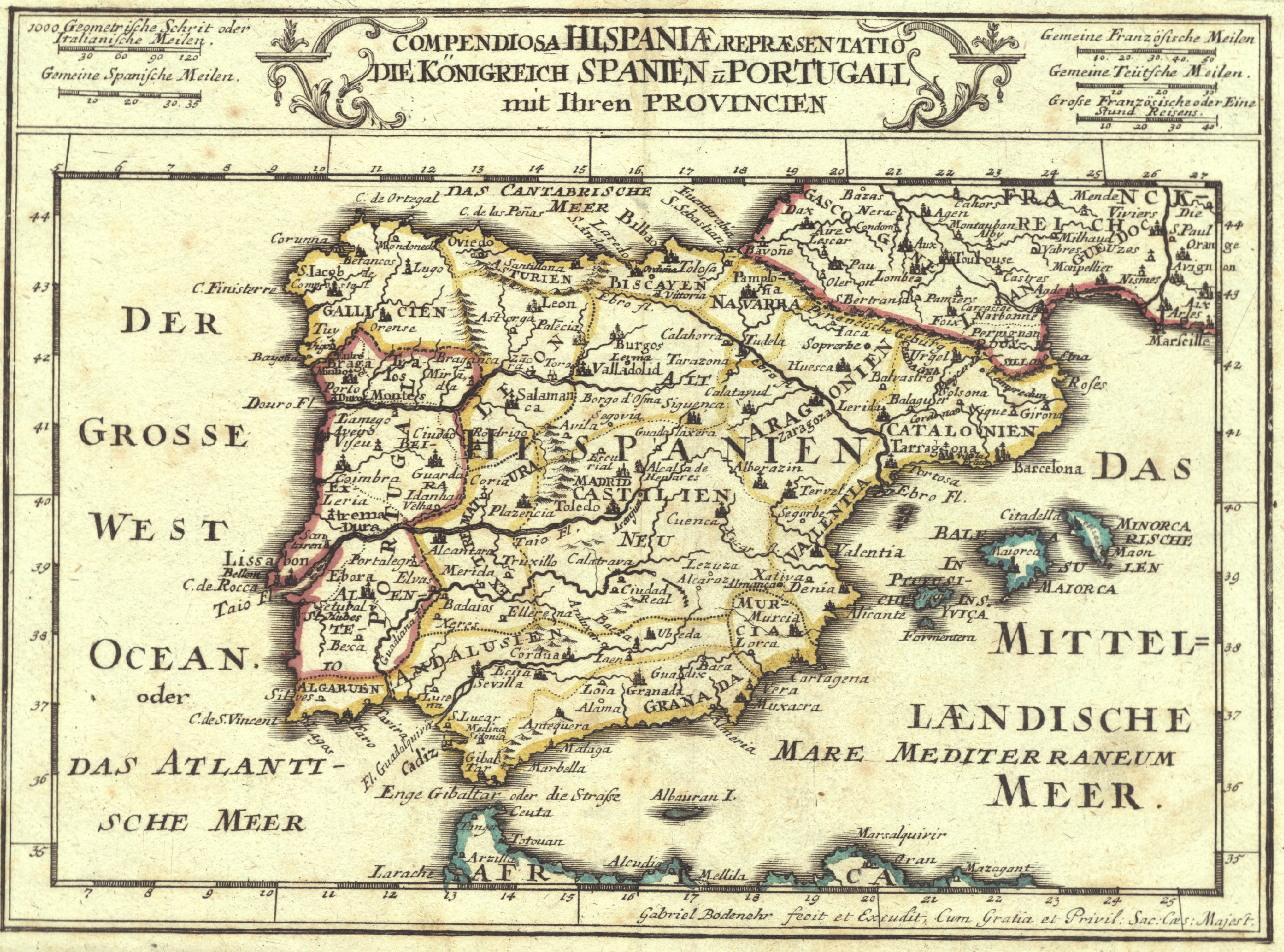
Mapa de 1720 que muestra los reinos interiores de la España peninsular del Antiguo Régimen

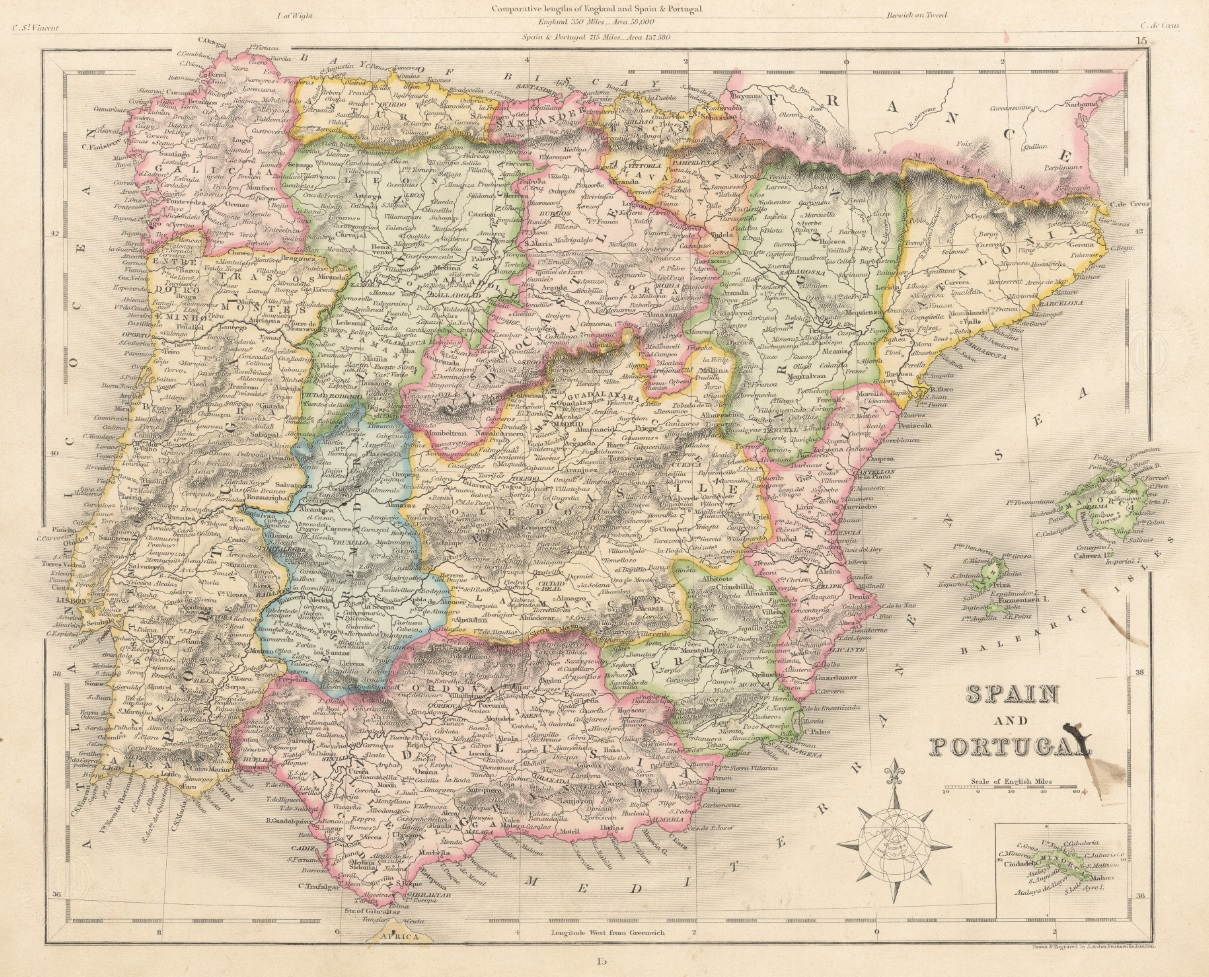
Mapa de 1841, realizado por J. Archer, que muestra para España la división territorial de Floridablanca de 1785.

Felipe V creó, tomando como base las provincias preexistentes creadas por los Austrias, la institución de las intendencias. Si bien es cierto que estas no coincidían siempre con los límites de las provincias, por lo que hubo cierta oposición a esta división.[cita requerida]
Veinte fueron las intendencias entonces creadas: las de La Coruña, León, Valladolid, Burgos, Pamplona, Zaragoza, Barcelona, Salamanca, Ávila, Guadalajara, Toledo, Madrid, Ciudad Real, Valencia, Mérida, Sevilla, Córdoba, Granada, Palma y Santa Cruz de Tenerife.[cita requerida]
Fernando VI reordenó los límites de las intendencias, haciéndolos coincidir con las provincias de los Austrias y los antiguos reinos de España.[cita requerida]
Tomás González Hernández, maestrescuela de la iglesia catedral de Plasencia, reorganiza el Real Archivo de Simancas, tras el expolio sufrido después de la invasión napoleónica. Su obra Censo de población de las Provincias y Partidos de la Corona de Castilla en el siglo XVI ha constituido la única fuente editada para conocer la población española en la época de los Austrias. El archivero completa el conocido como Libro de los millones con datos de otras regiones: Cataluña, Vascongadas, Navarra, Valencia y Aragón.
Bajo el reinado de Carlos III, el 22 de marzo de 1785, el conde de Floridablanca promovió la realización de un Prontuario o nomenclator de los pueblos de España y se elaboraron mapas para facilitar el control del reino:

Al final del Antiguo Régimen las jurisdicciones locales ofrecían un cuadro todavía mas obsoleto y anacrónico que el de las viejas provincias; distribuidas en jurisdicciones realengas, abadengas y de señorío secular eran el resultado de circunstancias históricas acumuladas durante el paso de los siglos y representaban la antítesis de la racionalidad y de la eficacia administrativa.

## ElsigloXIX
Durante el siglo XIX, en España se asiste a una lucha entre el Antiguo Régimen y el Estado liberal, con dos conceptos antagónicos de gobierno. El Estado liberal necesita una nueva ordenación del territorio, que le permita gobernar el país de manera uniforme, recaudar impuestos y crear un mercado único con leyes iguales para todos.

### Plan Soler de 1799
A comienzos del siglo XIX, se llevó a cabo una nueva división del territorio de España partiendo de las críticas ilustradas a la división anterior. Esta división se enmarca en un proyecto de reordenación del territorio impulsada por Miguel Cayetano Soler, superintendente general de hacienda, principalmente con la intención de simplificar el sistema impositivo y racionalizar la percepción de los tributos, de manera que la nueva reforma otorgaba un mayor protagonismo a los delegados del intendente —los subdelegados de rentas— y a las juntas de partido.
Uno de los puntos más importantes de la misma, fue la creación, por Real Decreto de 25 de septiembre de 1799 e Instrucción de 4 de octubre del mismo año, de seis provincias marítimas, Oviedo, Santander, Alicante, Cartagena, Málaga y Cádiz, desgajadas respectivamente, de las Intendencias de León, Burgos, Valencia, Murcia, Granada y Sevilla, provincias todas ellas muy extensas. Todas las provincias creadas en 1799 han continuado existiendo en las divisiones posteriores, hasta nuestros días, con la excepción del periodo bajo la división en prefecturas de 1810, y la provincia de Cartagena, que desapareció con la última y definitiva división provincial de 1833, que en la actualidad continúa vigente salvo ligeras modificaciones.
En 1808 se suprimen las provincias marítimas con la excepción de la provincia de Asturias (la cual había sido mencionada dos años antes de la creación de las provincias marítimas, en el censo de Godoy de 1797. Además, Asturias contaba con una Real Audiencia desde 1717). Para 1808 por tanto existen 32 provincias: las 31 provincias mencionadas en el Nomenclátor de Floridablanca y que ya existían a principios del siglo XVIII junto con la provincia nueva de Asturias. Estas 32 provincias serán las que constituyan España según el artículo 10 de la Constitución de 1812:
1. Galicia
2. Asturias
3. León
4. Zamora
5. Toro
6. Salamanca
7. Burgos
8. Palencia
9. Valladolid
10. Soria
11. Segovia
12. Ávila
13. Madrid
14. Guadalajara
15. Cuenca
16. Toledo
17. Mancha (la actual provincia de Ciudad Real)
18. Extremadura
19. Murcia
20. Jaén
21. Córdoba
22. Sevilla
23. Granada
24. Vizcaya
25. Guipúzcoa
26. Álava
27. Navarra
28. Aragón
29. Cataluña
30. Valencia
31. Baleares
32. Canarias

### Prefecturas de 1810
El estallido de la guerra de la Independencia, en mayo de 1808, establece un nuevo orden de la mano de Napoleón, que pone a su hermano José Bonaparte en el trono. En 1810, el gobierno josefino intenta ordenar el territorio, dividiéndolo en 38 prefecturas, al estilo de las establecidas en Francia, y 111 subprefecturas, según el proyecto del ingeniero y matemático José María Lanz. Las prefecturas recibirían nombres relativas a accidentes geográficos, fundamentalmente ríos y cabos. Esta división hacía tabla rasa de los condicionantes históricos, pero nunca llegó a entrar en vigor.

Mapa de la división en prefecturas de 1810 realizado por José I siguiendo el ejemplo de los departamentos franceses. Sin embargo, esta nueva división nunca entró en vigor totalmente pues este gobierno tan solo controlaba una parte del territorio español y, por otra parte, Napoleón planeaba la incorporación a Francia de las tierras al norte del Ebro.

Se crearon 38 prefecturas peninsulares más Baleares y Canarias:
- Águeda, con capital en Ciudad Rodrigo (equivalente a grandes rasgos con el sur de la actual provincia de Salamanca y norte de la de Cáceres)
  - Subprefecturas en Ciudad Rodrigo, Béjar y Navarredonda
- Arlanzón, con capital en Burgos (equivalente al centro de la provincia de Burgos y La Rioja)
  - Subprefecturas en Burgos, Calahorra y Logroño
- Baleares, con capital en Mallorca, sin subprefecturas
- Bidasoa, con capital en Pamplona (equivalente a Navarra)
  - Subprefecturas en Pamplona, San Sebastián y Olite
- Cabo de la Nao, con capital en Alicante (equivalente a Alicante, sur de Valencia y este de Albacete)
  - Subprefecturas en Alicante, Denia y Játiva
- Cabo de Peñas, con capital en Oviedo (equivalente a Asturias, salvo las tierras comprendidas entre los ríos Eo y Navia)
  - Subprefecturas en Oviedo, Gijón y Navia
- Cabo Machichaco, con capital en Vitoria (equivalente al País Vasco)
  - Subprefecturas en Vitoria, Bilbao y Azcoitia
- Cabo Mayor, con capital en Santander (equivalente a Cantabria)
  - Subprefecturas en Santander, Laredo y Villarcayo
- Canarias, con capital en Santa Cruz de Tenerife, sin subprefecturas
- Carrión, con capital en Palencia (equivalente a Palencia)
  - Subprefecturas en Palencia, Carrión de los Condes y Cervera de Pisuerga
- Cinca y Segre, con capital en Lérida (equivalente al este de la provincia de Huesca y al noroeste de la provincia de Lérida)
  - Subprefecturas en Lérida, Seo de Urgel y Talarn
- Duero Alto, con capital en Soria (equivalente a Soria)
  - Subprefecturas en Soria, El Burgo de Osma y Medinaceli
- Duero y Pisuerga, con capital en Valladolid (equivalente a Valladolid, sur de Burgos, Segovia y este de Ávila)
  - Subprefecturas en Valladolid, Aranda de Duero y Segovia
- Ebro, con capital en Tarragona (equivalente a la provincia de Tarragona, sureste de Lérida, este de Zaragoza, nordeste de Teruel y norte de Castellón)
  - Subprefecturas en Tarragona, Tortosa y Alcañiz
- Ebro y Cinca, con capital en Huesca (equivalente a la provincia de Huesca)
  - Subprefecturas en Huesca, Barbastro y Jaca
- Ebro y Jalón, con capital en Zaragoza (provincia de Zaragoza y norte de la de Teruel)
  - Subprefecturas en Zaragoza, Calatayud e Híjar
- Esla, con capital en Astorga
  - Subprefecturas en Astorga, León y Benavente
- Genil, con capital en Granada (provincias de Almería y Granada)
  - Subprefecturas en Granada, Almería y Baza
- Guadalaviar Alto, con capital en Teruel (sur de la provincia de Teruel)
  - Subprefecturas en Teruel y Aliaga
- Guadalaviar Bajo, con capital en Valencia (provincia de Valencia y sur de la de Castellón)
  - Subprefecturas en Valencia, Castellón de la Plana y Segorbe
- Guadalete, con capital en Jerez de la Frontera (provincia de Cádiz)
  - Subprefecturas en Jerez de la Frontera, Cádiz y Ronda
- Guadalquivir Alto, con capital en Jaén (provincia de Jaén)
  - Subprefecturas en Jaén, Úbeda y La Carolina
- Guadalquivir Bajo, con capital en Sevilla (provincias de Huelva y Sevilla)
  - Subprefecturas en Sevilla, Ayamonte y Aracena
- Guadalquivir y Guadajoz, con capital en Córdoba (provincia de Córdoba)
  - Subprefecturas en Córdoba, Écija y Lucena
- Guadiana y Guadajira, con capital en Mérida (provincia de Badajoz y oeste de la de Ciudad Real)
  - Subprefecturas en Mérida, Badajoz y Llerena
- Jucar Alto, con capital en Cuenca (provincia de Cuenca)
  - Subprefecturas en Cuenca y Tarazona de la Mancha
- Llobregat, con capital en Barcelona (provincia de Barcelona)
  - Subprefecturas en Barcelona, Manresa y Solsona
- Manzanares, con capital en Madrid (ciudad de Madrid y áreas circundantes)
  - Subprefecturas en Madrid y Alcalá de Henares
- Miño Bajo, con capital en Vigo (provincia de Pontevedra)
  - Subprefecturas en Vigo, Pontevedra y Tuy
- Miño Alto, con capital en Lugo (norte de la provincia de Lugo y tierras asturianas al oeste del Navia)
  - Subprefecturas en Lugo, Mondoñedo y Vivero
- Ojos del Guadiana, con capital en Ciudad Real (provincia de Ciudad Real, sur de la de Toledo y oeste de la de Albacete)
  - Subprefecturas en Ciudad Real y Alcaraz
- Salado, con capital en Málaga (provincia de Málaga y sureste de la de Sevilla)
  - Subprefecturas en Málaga, Osuna y Antequera
- Segura, con capital en Murcia (provincia de Murcia, noreste de la de Granada, parte central de la de Albacete y la vega Baja del Segura de la provincia de Alicante)
  - Subprefecturas en Murcia, Cartagena, Albacete y Huéscar
- Sil, con capital en Orense (provincia de Orense y sur de la de provincia de Lugo)
  - Subprefecturas en Orense, Monforte de Lemos y Monterrey
- Tajo Alto, con capital en Guadalajara (provincia de Guadalajara y noroeste de la de Cuenca)
  - Subprefecturas en Guadalajara, Sigüenza y Huete
- Tajo y Alagón, con capital en Cáceres (provincia de Cáceres sin su tercio norte)
  - Subprefecturas en Cáceres, Plasencia y Talavera de la Reina
- Tajo y Alberche, con capital en Toledo (norte de la provincia de Toledo, desde el Tajo, y provincia de Madrid, sin la prefectura de Manzanares)
  - Subprefecturas en Toledo, Ocaña y Casarrubios del Monte
- Tambre, con capital en La Coruña (provincia de La Coruña)
  - Subprefecturas en La Coruña, Santiago de Compostela y Corcubión
- Ter, con capital en Gerona (provincia de Gerona)
  - Subprefecturas en Gerona, Vich y Camprodón
- Tormes, con capital en Salamanca (provincia de Zamora y norte de la de Salamanca)
  - Subprefecturas en Salamanca, Toro y Zamora

Aunque la Guerra de la Independencia impidió adoptar todas estas reformas, en 1812 un decreto permitió anexionar Cataluña a Francia hasta 1814 como una nueva región dividida en cuatro departamentos:
- Departamento de las Bocas del Ebro con prefectura en Lérida y subprefecturas en Cervera, Tortosa y Tarragona.
- Departamento del Montserrat con prefectura en Barcelona y subprefecturas en Manresa y Villafranca del Panadés
- Departamento del Segre con prefectura en Puigcerdá y subprefecturas en Solsona y Talarn
- Departamento del Ter con prefectura en Gerona y subprefecturas en Vich y Figueras

### Las Cortes de Cádiz
En 1811 las Cortes de Cádiz derogan los señoríos jurisdiccionales, desapareciendo así la división entre señorío y realengo, que a pesar de la restauración del absolutismo por parte de Fernando VII en 1814 no volverán a entrar en vigor.
Al tiempo, las Cortes de Cádiz intentan crear un nuevo régimen, también liberal, en el que todas las provincias tengan las mismas obligaciones. La Constitución de 1812 no reconoce la personalidad política de los antiguos territorios históricos. Esto fue aprobado por los diputados de todas las provincias, incluidos los territorios americanos. Las Cortes llegan a un sistema nuevo que sí tiene en cuenta los condicionamientos históricos. Se crean las 32 provincias, según el nomenclátor de Floridablanca que son recogidas en el artículo 10 de la Constitución de 1812.
El Decreto CLXII de 23 de mayo de 1812 recoge las siguientes especificaciones para la convocatoria para las Cortes de 1813:
- La provincia de Sevilla va unida con Ceuta.
- La provincia de Córdoba va unida con las Nuevas Poblaciones de Sierra Morena y Andalucía.
- La provincia de Granada va unida con los Presidios de África.

El Decreto CLXIV de 23 de mayo de 1812 de establecimiento de diputaciones provinciales recoge alguna correcciones:
- Se suprime la provincia de Toro que se une a Zamora.
- Se especifica que Guadalajara establece diputación provincial junto con el señorío de Molina de Aragón.

En el Decreto CCXIII de 19 de diciembre de 1812 se crea la provincia de Cádiz desgajando los territorios ubicados al este del río Guadalquivir de la provincia de Sevilla, volviendo a recuperar España un número de 32 provincias. Ceuta se agrega a la nueva provincia. 
Además, en 1813 encargan una nueva división provincial a Felipe Bauzá, que determina 36 provincias, con siete provincias subalternas, con criterios históricos. Pero nada de esto se aprobó, y el regreso de Fernando VII supuso la vuelta al Antiguo Régimen, con ciertas modificaciones. En 1817 España estaba dividida en las 32 provincias de 1808, recuperando de nuevo la provincia de Toro y anulando la provincia de Cádiz.

### División territorial de 1822

División territorial de Vascongadas, Navarra y parte de Castilla la Vieja.

Tras el levantamiento del general Riego, durante el Trienio Liberal (1820-1823), se impulsa la construcción del Estado liberal, y se recuperan las diputaciones de 1813, lo que conlleva la nueva supresión de la provincia de Toro, y el restablecimiento de la provincia de Cádiz. 
En abril de 1820 se crea la provincia de Santander desgajándose de la provincia de Burgos. Esta nueva provincia es confirmada en la Real Orden de las Cortes de 8 de mayo de 1820. Además, el Decreto XIV de 20 de agosto de 1820 establece la provincia de Málaga a partir de los territorios occidentales de la provincia de Granada. Con estas dos nuevas provincias se eleva el número total a 34.
En otoño de 1821 se promueve una nueva división provincial en las Cortes. Se trataba de que esta división alcanzara a todo el país, sin excepciones, y fuera la trama única para las actividades administrativas, gubernativas, judiciales y económicas, según criterios de igualdad jurídica, unidad y eficacia. El proyecto se encarga a los técnicos Felipe Bauzá y José Agustín de Larramendi.

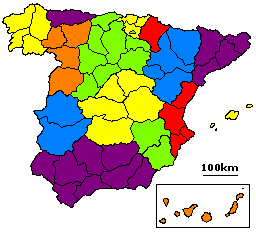
Mapa de la división de 1822 en provincias y regiones de España.

En enero de 1822 las Cortes aprobaron, con carácter provisional, una división provincial de España en 52 provincias:
- provincia de Alicante, con capital en Alicante
- provincia de Almería, con capital en Almería
- provincia de Ávila, con capital en Ávila
- provincia de Badajoz, con capital en Badajoz
- provincia de Baleares (islas), con capital en Palma
- provincia de Barcelona, con capital en Barcelona
- provincia de Bilbao, con capital en Bilbao
- provincia de Burgos, con capital en Burgos
- provincia de Cáceres, con capital en Cáceres
- provincia de Cádiz, con capital en Cádiz
- provincia de Calatayud, con capital en Calatayud
- provincia de Canarias, con capital en Santa Cruz de Tenerife
- provincia de Castellón, con capital en Castellón de la Plana
- provincia de Ciudad Real, con capital en Ciudad Real
- provincia de Chinchilla, con capital en Chinchilla
- provincia de Córdoba, con capital en Córdoba
- provincia de La Coruña, con capital en La Coruña
- provincia de Cuenca, con capital en Cuenca
- provincia de Gerona, con capital en Gerona
- provincia de Granada, con capital en Granada
- provincia de Guadalajara, con capital en Guadalajara
- provincia de Huelva, con capital en Huelva
- provincia de Huesca, con capital en Huesca
- provincia de Jaén con capital en Jaén
- provincia de Játiva, con capital en Játiva
- provincia de León, con capital en León
- provincia de Lérida, con capital en Lérida
- provincia de Logroño, con capital en Logroño
- provincia de Lugo, con capital en Lugo
- provincia de Madrid, con capital en Madrid
- provincia de Málaga, con capital en Málaga
- provincia de Murcia, con capital en Murcia
- provincia de Orense, con capital en Orense
- provincia de Oviedo, con capital en Oviedo
- provincia de Palencia, con capital en Palencia
- provincia de Pamplona, con capital en Pamplona
- provincia de Salamanca, con capital en Salamanca
- provincia de San Sebastián, con capital en San Sebastián
- provincia de Santander, con capital en Santander
- provincia de Segovia, con capital en Segovia
- provincia de Sevilla, con capital en Sevilla
- provincia de Soria, con capital en Soria
- provincia de Tarragona, con capital en Tarragona
- provincia de Teruel, con capital en Teruel
- provincia de Toledo, con capital en Toledo
- provincia de Valencia, con capital en Valencia
- provincia de Valladolid, con capital en Valladolid
- provincia de Vigo, con capital en Vigo
- provincia del Vierzo, con capital en Villafranca del Bierzo
- provincia de Vitoria, con capital en Vitoria
- provincia de Zamora, con capital en Zamora
- provincia de Zaragoza, con capital en Zaragoza

Algunas de estas provincias aparecen por primera vez, como las de Almería (desgajada del tradicional Reino de Granada), Huelva (del Reino de Sevilla), Calatayud y otras aparecen con nombre nuevo, como las Provincias Vascongadas.
Este proyecto hace pocas concesiones a la historia, y se rige por criterios de población, extensión y coherencia geográfica. Hay una voluntad de superar los nombres históricos, prefiriéndose los de las ciudades capitales. Tampoco se respetan los límites tradicionales de las provincias, configurando un mapa nuevo. Se eliminan los enclaves de unas provincias en otras, si pertenecen a distintos reinos, pero se conservan muchos enclaves cuando se hallan dentro del mismo.
En 1822 se restablecieron los intendentes provinciales como delegados de Hacienda. Pero la caída del gobierno liberal y la restauración del absolutismo dio al traste con el proyecto. En 1823 se restablecen las provincias del Antiguo Régimen por lo que el plan de 1822 nunca llegó a entrar en vigor. Las provincias ya establecidas de Cádiz, Málaga y Santander también son anuladas y la provincia de Toro es restablecida una vez más. 

### Reforma territorial de 1833

Mapa de la división territorial de 1833.

Esta reforma llevada a cabo por Javier de Burgos en 1833 adoptaba básicamente el proyecto de 1822, y se ha mantenido con algunos cambios —partición de las islas Canarias, inclusión de comarcas castellanas a provincias valencianas— hasta la actualidad. Dividía el territorio español en 49 provincias a partir de un criterio racional, con un tamaño relativamente homogéneo y eliminando la mayor parte de los exclaves y enclaves propios del Antiguo Régimen. A su vez, agrupaba las provincias en regiones con un carácter meramente clasificatorio, sin reservar para estas ningún tipo de competencia u órgano administrativo o jurisdiccional común a las provincias que agrupaban. La organización territorial era la siguiente:
- Andalucía: Almería, Cádiz, Córdoba, Granada, Huelva, Jaén, Málaga y Sevilla.
- Aragón: Huesca, Teruel y Zaragoza.
- Asturias: Oviedo.
- Baleares: Islas Baleares
- Canarias: Santa Cruz de Tenerife
- Castilla la Nueva: Ciudad Real, Cuenca, Guadalajara, Madrid y Toledo.
- Castilla la Vieja: Ávila, Burgos, Logroño, Palencia, Santander, Segovia, Soria y Valladolid.
- Cataluña: Barcelona, Gerona, Lérida y Tarragona.
- Extremadura: Badajoz y Cáceres.
- Galicia: La Coruña, Lugo, Orense y Pontevedra.
- León: León, Salamanca y Zamora.
- Murcia: Albacete y Murcia.
- Navarra: Navarra.
- Valencia: Alicante, Castellón de la Plana, y Valencia.
- Vascongadas: Álava, Guipúzcoa y Vizcaya.

Esta división provincial solo fue implementada para la zona peninsular e islas adyacentes, quedando excluidos los territorios de Cuba, Puerto Rico, Filipinas, islas Marianas, islas Carolinas, Palaos, Guinea Ecuatorial y las plazas de soberanía del norte de África (aún no habían sido incorporados el Sáhara occidental, Ifni ni el norte de Marruecos).
Destaca como principal diferencia que las islas Canarias no habían sido divididas en dos provincias hasta la fecha, siendo Santa Cruz de Tenerife su capital. En 1927, con la aparición de la provincia de Las Palmas, se aumentó el número de provincias a 50. Otra diferencia es que la mayoría de los estatutos de autonomía toman de base esta división, salvo aquellos que tienen que ver con la región de León, la de Castilla la Vieja la de Castilla la Nueva y la de Murcia.

## Intentos de regionalización delsigloXIX

### 1847

Gobiernos Generales propuestos en el Decreto de Escosura de 1847.

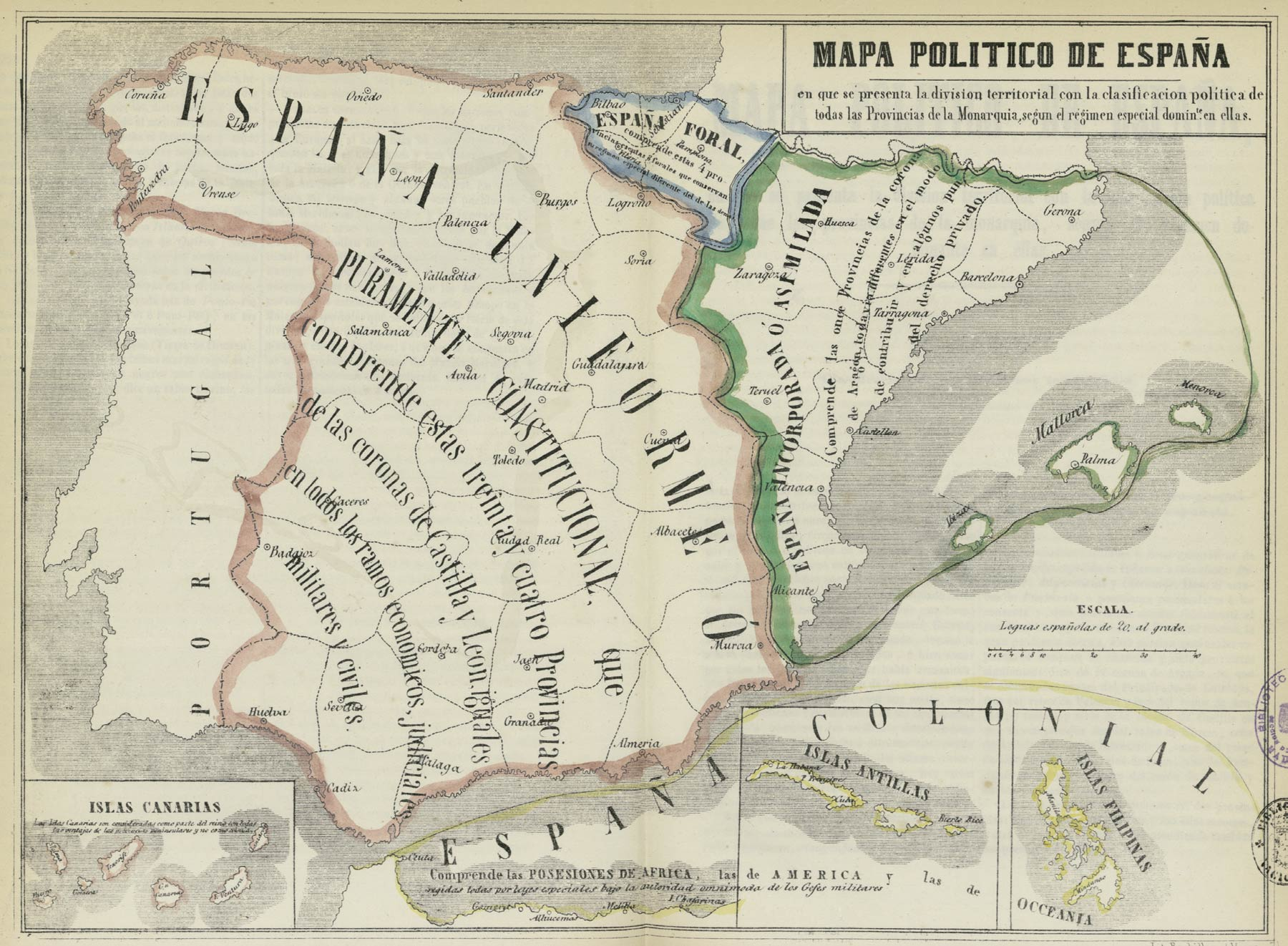
Mapa de España en que se presenta la división territorial con la clasificación de todas las Provincias de la Monarquía según el régimen legal especial común en ellos (Jorge Torres Villegas, 1852)

En un intento de regionalizar la península, Patricio de la Escosura promulga un decreto el 29 de septiembre de 1847 —que se suspendió el mismo año— por el que se dividía a la península en once gobiernos generales:
- Andalucía capital Sevilla. Provincias de Sevilla, Córdoba, Cádiz y Huelva.
- Aragón capital Zaragoza. Provincias de Zaragoza, Huesca y Teruel.
- Burgos capital Burgos. Provincias de Burgos, Santander, Logroño y Soria.[9]
- Cantabria capital Pamplona. Provincias de Navarra, Álava, Guipúzcoa y Vizcaya.
- Castilla la Nueva capital Madrid y formada por las provincias de Madrid, Cuenca, Segovia, Guadalajara, Toledo y Ciudad Real.
- Castilla la Vieja capital Valladolid. Provincias de Valladolid, León, Palencia, Salamanca, Zamora, Ávila y Oviedo.
- Cataluña capital Barcelona. Provincias Barcelona, Lérida, Gerona y Tarragona.
- Extremadura capital Badajoz. Provincias de Badajoz y Cáceres.
- Galicia capital La Coruña. Provincias de La Coruña, Pontevedra, Lugo y Orense.
- Granada capital Granada. Provincias de Granada, Málaga, Almería y Jaén.
- Valencia y Murcia capital Valencia. Provincias de Valencia, Murcia, Alicante, Albacete y Castellón.

### 1873

Estados propuestos en el proyecto de Constitución Federal de 1873. No se representan Cuba ni Puerto Rico. Distribución provincial orientativa, dado que su configuración era competencia de los Estados miembros.

En 1873, durante la Primera República Española, se elaboró un proyecto de Constitución que definía a España como una República Federal, integrada por diecisiete Estados con poder legislativo, ejecutivo y judicial. Según los artículos 92 y 93, estos «Estados» tendrían una «completa autonomía económico-administrativa y toda la autonomía política compatible con la existencia de la Nación», así como «la facultad de darse una Constitución política». Esta constitución, cuyo texto se atribuye principalmente a Castelar, nunca llegó a adoptarse. Al ser una Constitución federal nada señala sobre las provincias, materia competencia de los Estados miembros. El artículo primero de dicho proyecto dice: 

Componen la Nación Española los Estados de Andalucía Alta, Andalucía Baja, Aragón, Asturias, Baleares, Canarias, Castilla la Nueva, Castilla la Vieja, Cataluña, Cuba, Extremadura, Galicia, Murcia, Navarra, Puerto Rico, Valencia, Regiones Vascongadas.

### 1884

Regiones propuestas en la reforma impulsada por Segismundo Moret en 1884.

Posteriormente, en 1884, Segismundo Moret presentó un nuevo proyecto de ley de 6 de enero de 1884, que distribuía la península e islas adyacentes en quince regiones administrativas y políticas, aproximándose a la distribución de las Audiencias Territoriales, que también fracasó. Su distribución era:
- Aragón: Huesca, Logroño, Zaragoza.
- Asturias: León y Oviedo.
- Baleares.
- Canarias.
- Castilla la Vieja: Burgos, Palencia, Santander y Soria.
- Cataluña: Barcelona, Gerona, Lérida y Tarragona.
- Extremadura: Cáceres, Badajoz y Ciudad Real.
- Galicia: La Coruña, Lugo, Orense y Pontevedra.
- Granada: Almería, Granada, Jaén y Málaga.
- Madrid: Guadalajara, Madrid y Toledo.
- Murcia: Albacete, Alicante y Murcia.
- Sevilla: Cádiz, Córdoba, Huelva y Sevilla.
- Valencia: Castellón, Cuenca, Teruel, Valencia.
- Valladolid: Ávila, Salamanca, Segovia, Valladolid y Zamora.
- Vascongadas: Álava, Guipúzcoa, Navarra y Vizcaya.

### 1891

Regiones propuestas en la reforma impulsada por Francisco Silvela en 1891.

Siete años después hubo otro intento de regionalización que tampoco se llegó a consumar, en este caso promovido por Francisco Silvela. Mediante una Real Orden de 20 de julio de 1891 y un Proyecto de Ley en la misma fecha dio cuenta de la intención de organizar el gobierno de la península, Canarias y Baleares en trece regiones. Este proyecto preveía que las regiones alcanzasen una consideración importante como ente autónomo y les asignaba la siguiente distribución:
- Aragón: capital Zaragoza, incluyendo también a Huesca, Logroño, Soria y Teruel.
- Asturias: capital Oviedo, incluyendo también a las provincias de Santander y de Gijón. Esta última aparece como una escisión de la anterior provincia de Oviedo.
- Baleares.
- Canarias.
- Castilla la Nueva: capital Madrid, incluyendo también a Cuenca, Guadalajara, Ávila, Toledo y Segovia.
- Castilla la Vieja: capital Valladolid, incluyendo también a Burgos, León, Palencia, Salamanca y Zamora. Salamanca se divide en dos y se reparte con Extremadura.
- Cataluña: capital Barcelona, incluyendo también a Gerona, Lérida y Tarragona.
- Cuba: capital La Habana, incluyendo también Pinar del Río, Matanzas, Santa Clara, Puerto Príncipe y Santiago de Cuba.
- Extremadura: capital Badajoz, incluyendo también a Cáceres, Ciudad Real y Salamanca (resto de la provincia que no queda en Castilla la Vieja).
- Galicia: capital La Coruña, incluyendo también a Lugo, Orense y Pontevedra.
- Granada: capital Granada, incluyendo también a Almería, Jaén y Málaga.
- Puerto Rico: capital San Juan.
- Sevilla: capital Sevilla, incluyendo también a Cádiz, Córdoba y Huelva.
- Valencia: capital Valencia, incluyendo también a Albacete, Alicante, Castellón y Murcia.
- Vascongadas: sin capital definida. La capital sería elegida entre las provincias integrantes, que son Álava, Guipúzcoa, Navarra y Vizcaya.

La propuesta Silvela solo se concretaría (y de modo efímero) en Cuba y Puerto Rico con la aprobación en 1897 de sus respectivas cartas autonómicas.
Las únicas cuatro regiones peninsulares que mantienen sus límites en todos los proyectos de regionalización son Cataluña, Galicia, Granada (denominada Andalucía Alta en la Constitución de 1873) y Sevilla (denominada Andalucía en el proyecto de Escosura y Andalucía Baja en la Constitución de 1873).

### 1897
De modo efímero se inició un precedente de la regionalización de la administración con la aprobación de:
- Carta Autonómica de Cuba.
- Carta Autonómica de Puerto Rico.

## Regionalización en la Segunda República

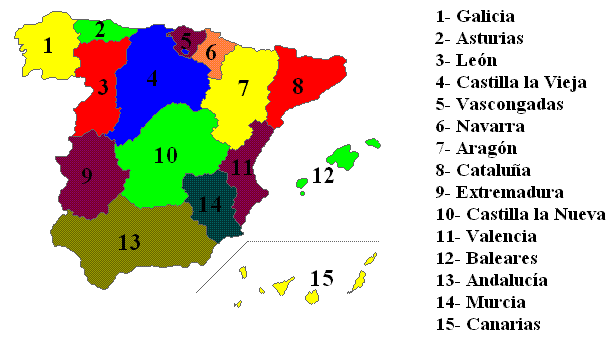
Regiones con derecho a nombrar vocal en el Tribunal de Garantías de la II República

Con la asunción en 1931 de la Segunda República Española, se introdujo en la Constitución la posibilidad de que las regiones que componían España se convirtiesen en autonomías. Así, en 1932 Cataluña aprobó su Estatuto de autonomía, mientras que las provincias Vascongadas no hicieron efectiva esta posibilidad hasta 1936, cuando entró en vigor el Estatuto autonómico vasco. En Galicia, también se recogió el Proyecto de Estatuto de Autonomía de Galicia de 1936, que fue aprobado en referéndum por el pueblo gallego pero que, al estallar la Guerra Civil, no entró en vigor, pese a que su texto llegó a ser entregado al presidente de las Cortes Españolas y admitido a trámite por estas. En el resto de regiones históricas apenas hubo tímidos intentos de aprobar estatutos de autonomía, que no pasaron de proyectos. Todas las regiones, tanto las Autónomas (con estatuto) como las No Autónomas (sin estatuto), son reconocidas como tales en la Ley Orgánica del Tribunal de Garantías Constitucionales de 1933, que les otorgó el derecho a nombrar un vocal regional.
Regiones Autónomas
- Cataluña (1932): Barcelona, Gerona, Lérida y Tarragona.
- País Vasco (1936): Álava, Guipúzcoa y Vizcaya.
- Galicia (1936): La Coruña, Lugo, Orense y Pontevedra.

Regiones No Autónomas
- Andalucía: Almería, Cádiz, Córdoba, Granada, Huelva, Jaén, Málaga y Sevilla.
- Aragón: Huesca, Teruel y Zaragoza.
- Asturias: Oviedo.
- Baleares: Islas Baleares
- Canarias: Santa Cruz de Tenerife y Las Palmas
- Castilla la Nueva: Ciudad Real, Cuenca, Guadalajara, Madrid y Toledo.
- Castilla la Vieja: Ávila, Burgos, Logroño, Palencia, Santander, Segovia, Soria y Valladolid.
- Extremadura: Badajoz y Cáceres.
- León: León, Salamanca y Zamora.
- Murcia: Albacete y Murcia.
- Navarra: Navarra.
- Valencia: Alicante, Castellón de la Plana y Valencia.

## Dictadura franquista

Mapa con la división territorial de España de 1960 con sus provincias africanas.

Con el final de la guerra civil y la dictadura de Francisco Franco las regiones pierden su importancia política, pasando toda gestión territorial a las diputaciones y a los Gobiernos Civiles de cada provincia. El modelo de regiones enseñado en los colegios es heredado de la separación de la República.
En 1958 se erigieron en provincia los territorios del Sáhara Occidental y de Ifni, este último hasta 1969 (en que fue cedido al Reino de Marruecos) y el primero hasta 1976 (en que fue evacuado y entregado a Marruecos y Mauritania).
En 1964, las provincias de Río Muni y Fernando Poo se organizan en el Régimen Autónomo de la Guinea Ecuatorial, en vigor hasta su independencia en 1968.
No será hasta la democracia en 1975 cuando vuelva a tener sentido hablar de las regiones de España.

## Estado de las autonomías

División territorial de España desde 1983

La Constitución española se aprobó en 1978, reconociendo el derecho a la autonomía a las regiones y nacionalidades que componen España. Así se inició el proceso de construcción del Estado de las autonomías. El 31 de julio de 1981, UCD y PSOE, aprueban los pactos autonómicos por los cuales España se vertebra en 17 comunidades autónomas y 2 ciudades autónomas (estas últimas lo serán oficialmente en 1995). Cada autonomía se divide en varias provincias —excepto las uniprovinciales— que son las mismas, salvo modificaciones menores, que las de la división de Javier de Burgos.
Las diecinueve autonomías son: Andalucía, Aragón, Islas Baleares, Canarias, Cantabria, Castilla-La Mancha, Castilla y León, Cataluña, Ceuta, Comunidad de Madrid, Comunidad Foral de Navarra, Comunidad Valenciana, Extremadura, Galicia, Melilla, País Vasco, Principado de Asturias, Región de Murcia, La Rioja.